# Корчак Дмитро Михайлович
Дмитро Михайлович Корчак (рос. Дмитрий Михайлович Корчак; нар. 19 лютого 1979, Електросталь) — російський оперний тенор та диригент. Співав оперні партії в міланському театрі Ла Скала, паризькій Опера Бастилія і Опера Гарньє, лондонському театрі Ковент-Гарден, Віденській державній опері, Метрополітен-опера та інших.

## Біографія
Народився 19 лютого 1979 року в місті Електросталь, СССР (тепер Російська Федерація). У 1986 поступив у московське хорове училище ім. А. В. Свєшнікова і закінчив його з відзнакою. У 1997 вступив до Академію хорового мистецтва імені В. С. Попова, де навчався одразу на відділеннях: вокалу (у доцента Д.Вдовіна) та диригування (у професора В.Попова). У 2000—2001 вдосконалював вокальну майстерність на майстер-класах у Москві, які проводили педагоги з таких театрів як Ла Скала та Метрополітен-опера. У 2004 закінчив аспірантуру Академії хорового мистецтва. З 2003 по 2007 працював у московському театрі Нова Опера.
З 2015 року почав поєднувати два музичні фахи — продовжував співати вокальні оперні партії в Євпроі і одночасно працювати диригентом в Росії.
У 2017—2020 роках займав посаду «головного запрошеного диригента» Новосибірську державного театру опери і балету. Тамож у Новосибірську очолював конкурс власного імені.
З 19 лютого 2023 Корчак як диригент очолив Російський національний молодіжний симфонічний оркестр. Свою зміну фаху музикант прокоментував так: 
| Вже не хочеться бігати хлопчиком-зайчиком по сцені та грати буфонні, россінієвські ролі.[1] |

## Нагороди та премії
Переможець кількох міжнародних пісенних конкурсів та соліст провідних оперних театрів.
- Третя премія на всеросійському конкурсі вокалістів «Bella voce» (1999)
- Третя премія на Міжнародному конкурсі ім. М.Глінки і спеціальний приз фонду І.Козловського «Найкращий тенор конкурсу» (2001)
- Лауреат молодіжної премії «Тріумф» (2002)
- Друга премія і спеціальний приз на Міжнародному конкурсі ім. Франциско Віньяса Барселоні (2004)
- Четверта премія Міжнародного конкурсу оперних співаків Пласідо Домінґо в Лос Анджелесі і спеціальний приз журі за найкраще виконання сарсуели (2004)

## Виноски
1. ↑  див. ...classicalmusicnews.ru за 19.11.2021